# Бык (прам)
«Бык» или «Oss» — прам Балтийского флота Российской империи, участник Северной войны.

## Описание судна
Парусно-гребной прам с деревянным корпусом. Вооружение судна в по сведениям из различных источников могло состоять от 18 до 24 орудий.

## История службы
Прам «Бык» был заложен на стапеле одной из верфей Санкт-Петербургского адмиралтейства 28 января (8 февраля) 1710 года и после спуска на воду в том же году вошёл в состав Балтийского флота России. Строительство вёл корабельный подмастерье Вилим Шленграф.
Принимал участие в Северной войне 1700—1721 годов. В кампанию 1714 года для обороны ревельской базы флота перешел из Санкт-Петербурга в Ревель.
20 ноября (1 декабря) 1718 года находился в Ревеле без экипажа.
По окончании службы в 1721 году прам «Бык» был разобран в Ревеле.